# 松平親清 (大給松平家)
松平 親清（まつだいら ちかきよ）は、戦国時代の武将。大給松平家の松平乗正の二男。名は近清ともされる。
子の松平近正はのちに宗家から独立して一家を立てた。子孫は大名に列し、豊後国府内藩主家として幕末まで続いている。

## 事績
『寛政重修諸家譜』（以後『寛政譜』）によれば、松平乗正の二男で、兄の松平乗勝に属していた。
元亀2年（1571年）4月に武田信玄が三河国に進攻し、足助城（現在の豊田市足助町）、浅谷城（豊田市山谷町）、大沼城（豊田市大沼町）などが陥落した（信玄の進攻は天正2年（1574年）とする説もある）。このとき、親清の所領であった大代も攻め取られた。小勢であったために抗戦は難しく、親清は浜松城に逃れた。
大沼城跡や洞樹院の現地掲示板によれば、親清（「松平飛騨守近清」の名でも伝わる）は天正3年（1575年）に徳川方が奪回した大沼城の城主となった。親清は、初代大沼城主木村安信が創建した天台宗の神宮寺を浄土宗洞樹院に改め、菩提寺とした。
『寛政譜』によれば「某年」に40歳（あるいは42歳）で死去。大沼城跡や洞樹院の現地掲示板によれば、親清は天正11年（1583年）に没し、洞樹院に葬られた。同寺には木村安信・信元父子の墓もある。

## 系譜
『寛政譜』では、子として松平近正のみを挙げる。近正は幼少の宗家当主松平家乗の家老を務め、陣代として大給松平家の軍勢を率いた。家康の関東入部時に上野国三ノ倉に3000石を与えられ、宗家から独立した領主となるが、慶長5年（1600年）に伏見城の戦いで戦死。近正の子の松平一生が大名に列した。子孫は17世紀半ば以降、幕末まで豊後国府内藩を治めた。
このほか、松平清成を親清の子とする説（「近正の弟」とされる）があるが、『寛政譜』では清成を親清の弟として位置づけている。